# Salvatorklokken
Salvatorklokken er den største kirkeklokke i Salzburg Domkirke, og efter Pummerinklokken i Stephansdom i Wien den næststørste kirkeklokke i Østrig. Den blev støbt i 1961, og med en vægt på over 14.256 kg er den blandt verdens største kirkeklokker. Salvatorklokken hænger som eneste klokke i domkirkens nordtårn, hvor de øvrige seks klokker hænger i domkirkens sydtårn. Den benyttes kun på de vigtigste hellig- og festdage.
Salvatorklokken blev støbt af Robert Schwindt og ingeniør Georg Sippel fra Gießerei Oberascher. Klokken har en diameter på 2.790 mm og en slagtone (grundtone) på es0 +4. Klokkens knebel vejer cirka 500 kg, og er den eneste af kneblerne i domkirkens klokker med egen aktiveringsmotor.